# L'uomo della valle maledetta
L'uomo della valle maledetta è un film del 1964 diretto da Primo Zeglio.

## Trama
Gwen ha sposato, contro la volontà del padre, Burnet, un indiano, Torito, che ha seguito nella sua tribù. Una tribù nemica rapisce Gwen, ma la ragazza riesce a fuggire ed è salvata da Johnny, un cow-boy che dopo aver messo al sicuro Gwen si reca da Burnet per convincerlo a riprendersi in casa la figlia. Gwen intanto è stata ritrovata da Torito che l'ha condotta nella sua capanna dove vengono raggiunti da Burnet e Johnny. Torito si rifiuta di andare a vivere nel ranch di Burnet e Gwen decide di seguire da sola il padre. I due vengono accompagnati da Johnny il quale si accorge che Gwen ama profondamente il marito e decide allora di ritornare da Torito per indurlo a seguire la moglie. Nel frattempo la tribù di indiani che aveva rapito Gwen attacca il ranch di Burnet il quale, dopo una violenta battaglia, viene ucciso con tutti i suoi uomini mentre Gwen viene nuovamente rapita. Dopo varie avventure, la ragazza sarà liberata da Johnny e Torito.